# Combretum glutinosum
Espèce
Synonymes
- Combretum leonense Engl. & Diels[1]
- Combretum passargei Engl. & Diels[1]

Combretum glutinosum est une espèce de plantes à fleurs de la famille des Combretaceae et du genre Combretum. C'est un arbre présent en Afrique tropicale. La plante est aussi présente dans la Tapoa (Burkina Faso) .Son nom local en langue gourmantchema est: li fapébili

## Description

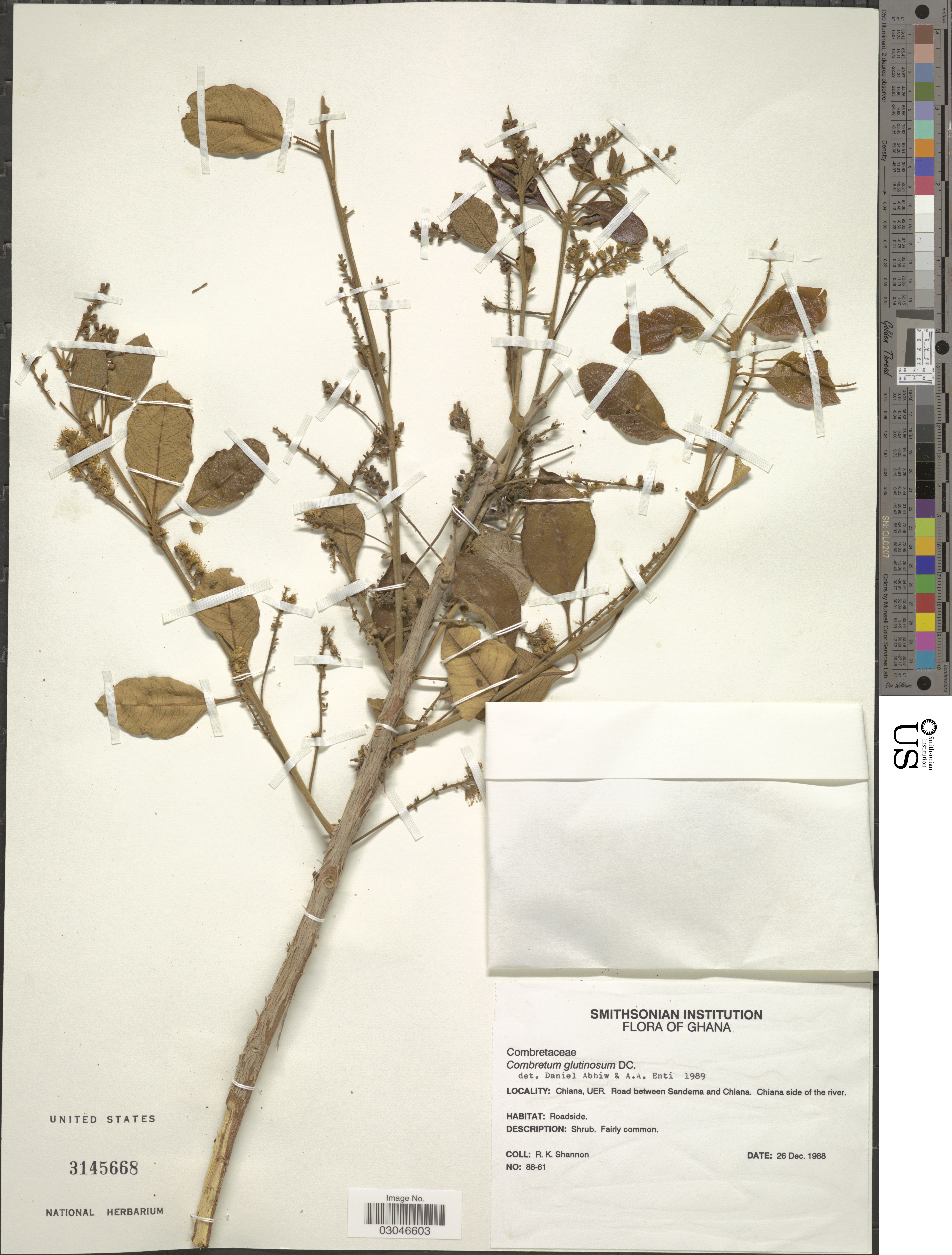
Spécimen récolté dans la région du Haut Ghana oriental, entre Sandema et Chiana.

C'est un arbre pouvant atteindre 12 m de hauteur et 60 cm de diamètre. Plus ou moins pérenne, il perd ses feuilles pendant quelques mois durant la saison sèche des régions les plus sèches, mais les conserve dans la savane.

## Distribution
L'espèce est présente en Afrique tropicale, depuis le Sénégal, la Mauritanie, jusqu'au Soudan et en Ouganda.

## Habitat
On la rencontre dans la savane arborée, habituellement sur des sols peu profonds et dégradés, dans des zones où les précipitations sont comprises entre 200 et 900 mm par an.

## Utilisation
Récoltée à l'état sauvage, l'espèce connaît de très nombreuses utilisations.
Quoique amères, les jeunes feuilles sont parfois consommées comme légumes.
Plusieurs parties de la plante sont employées pour fabriquer divers colorants, en particulier ceux utilisés pour la confection du bogolan, un art textile pratiqué par les femmes du groupe Mandé : Bamanan, Dogon, Malinké, Minianka, Bobo ou Sénoufo.
Le bois est dur, dense et résistant. On l'utilise pour la construction, la menuiserie, la fabrication d'outils, ou pour faire du charbon de bois.
Combretum glutinosum est très prisé en médecine traditionnelle et des travaux scientifiques ont mis en évidence la présence de plusieurs composants actifs. Sous forme de décoction, on l'emploie pour traiter les troubles urinaires, hépatiques, rénaux, respiratoires, digestifs. En application externe, on traite les plaies. Avec la gomme extraite de l'écorce, on obture les caries dentaires. On prête également des propriétés aphrodisiaques aux jeunes pousses et aux racines.

## Liste des variétés
Selon Tropicos (27 juin 2020) :
- variété Combretum glutinosum var. relictum Aubrév.